# Renata Voráčová
Renata Voráčová (Gottwaldov, 6 de Outubro de 1983) é uma tenista profissional tcheca, seu melhor ranking é de N. 40 em duplas, em simples ao máximo N. 74 pela WTA.

## WTA finais

### Duplas (9–5)
| Legenda                                      |
| -------------------------------------------- |
| Grand Slam (0–0)                             |
| WTA Tour (0–0)                               |
| Tier I / Premier Mandatory & Premier 5 (0–0) |
| Tier II / Premier (0–0)                      |
| Tier III, IV & V / International (9–5)       |

| Finais por Piso |
| --------------- |
| Duro (6–4)      |
| Saibro (3–1)    |
| Grama (0–0)     |
| Carpete (0–0)   |

| Posição | N. | Data             | Torneio                                              | Piso     | Parceira                   | Oponentes                                 | Placar            |
| ------- | -- | ---------------- | ---------------------------------------------------- | -------- | -------------------------- | ----------------------------------------- | ----------------- |
| Campeã  | 1. | 10 Novembro 2002 | PTT Pattaya Open, Pattaya, Taiândia                  | Duro     | Kelly Liggan               | Lina Krasnoroutskaya Tatiana Panova       | 7–5, 7–6(9–7)     |
| Vice    | 1. | 18 Julho 2006    | Budapest Grand Prix, Budapeste, Hungria              | Duro     | Lucie Hradecká             | Janette Husárová Michaëlla Krajicek       | 6–4, 4–6, 4–6     |
| Campeã  | 2. | 24 Setembro 2006 | Banka Koper Slovenia Open, Portorož, Eslovênia (1)   | Duro     | Lucie Hradecká             | Eva Birnerová Émilie Loit                 | w/o               |
| Campeã  | 3. | 29 Julho 2007    | Gastein Ladies, Bad Gastein, Áustria                 | Saibro   | Lucie Hradecká             | Ágnes Szávay Vladimíra Uhlířová           | 6–3, 7–5          |
| Campeã  | 4. | 23 Setembro 2007 | Banka Koper Slovenia Open, Portorož, Eslovênia (2)   | Duro     | Lucie Hradecká             | Andreja Klepač Elena Likhovtseva          | 5–7, 6–4, [10–7]  |
| Vice    | 2. | 4 Novembro 2007  | Bell Challenge, Quebec City, Canadá                  | Duro     | Stéphanie Dubois           | Christina Fusano Raquel Kops-Jones        | 3–6, 6–7(6–8)     |
| Campeã  | 5. | 1 Agosto 2009    | İstanbul Cup, İstanbul, Turquia                      | Duro     | Lucie Hradecká             | Julia Görges Patty Schnyder               | 2–6, 6–3, [12–10] |
| Vice    | 3. | 25 Outubro 2009  | Luxembourg Open, Luxemburgo                          | Duro     | Vladimíra Uhlířová         | Iveta Benešová Barbora Záhlavová-Strýcová | 6–1, 0–6, [7–10]  |
| Vice    | 4. | 10 Julho 2010    | Swedish Open, Båstad, Suécia                         | Saibro   | Barbora Záhlavová-Strýcová | Gisela Dulko Flavia Pennetta              | 6–7(0–7), 0–6     |
| Campeã  | 6. | 17 Outubro 2010  | Generali Ladies Linz, Linz, Áustria                  | Duro (i) | Barbora Záhlavová-Strýcová | Květa Peschke Katarina Srebotnik          | 7–5, 7–6(8–6)     |
| Campeã  | 7. | 24 Abril 2011    | Marrakech Grand Prix, Fes, Marrocos                  | Saibro   | Andrea Hlaváčková          | Nina Bratchikova Sandra Klemenschits      | 6–3, 6–4          |
| Campeã  | 8. | 14 Julho 2012    | Internazionali Femminili di Palermo, Palermo, Itália | Saibro   | Barbora Záhlavová-Strýcová | Darija Jurak Katalin Marosi               | 7–6(7–5), 6–4     |
| Campeã  | 9. | 6 Outubro 2014   | HP Open, Osaka, Japão                                | Duro     | Shuko Aoyama               | Lara Arruabarrena Tatjana Maria           | 6–1, 6–2          |
| Vice    | 5. | 5 Janeiro 2015   | ASB Classic, Auckland, Nova Zelândia                 | Duro     | Shuko Aoyama               | Sara Errani Roberta Vinci                 | 2–6, 1–6          |

### WTA 125K series finais

#### Duplas (1–0)
| Posição | N. | Data            | Torneio         | Piso     | Parceira           | Oponentes                       | Placar           |
| ------- | -- | --------------- | --------------- | -------- | ------------------ | ------------------------------- | ---------------- |
| Campeã  | 1. | 3 Novembro 2014 | Limoges, França | Duro (i) | Kateřina Siniaková | Tímea Babos Kristina Mladenovic | 2–6, 6–2, [10–5] |